# Тихая улица (Санкт-Петербург)
Ти́хая улица — улица в Невском районе Санкт-Петербурга. Проходит от улицы Бабушкина в тупик за Антокольский переулок.

## История
Первоначальное название Николаевская улица (от Ново-Александровской улицы до Московской линии Октябрьской железной дороги) известно с 1907 года, дано по Николаевской (ныне Московской) железнодорожной линии.
Современное название Тихая улица присвоено 22 февраля 1939 года в связи с тем, что улица идёт вдоль Еврейского кладбища, переименована в ряду улиц «намеченных к переименованию, как созвучных с именами врагов народа». Участок от Ново-Александровской улицы до улицы Бабушкина и у железнодорожной линии упразднены в 1960-е годы.

## Достопримечательности
- Машиностроительный техникум
- Подростково-молодёжный клуб «Ракета»
- Лентелефонстрой СМУ-1
- ОАО «Звезда»
- Преображенское еврейское кладбище (выхода с кладбища на Тихую улицу нет)